# Come Clean (Hilary Duff)
Come Clean è il terzo singolo tratto dall'album di Hilary Duff, Metamorphosis, pubblicato il 20 gennaio 2004.
È stato scritto da Kara DioGuardi e John Shanks.
Nel Regno Unito il singolo venne messo in commercio in un cofanetto contenente anche Why Not.
Dopo la positiva apparizione su MTV e Much Music, integrata da una buona diffusione radiofonica, Come Clean divenne la canzone più conosciuta della Duff, raggiungendo la 35ª posizione nella Billboard Hot 100.
All'inizio era designato come primo singolo, ma dopo un sondaggio sul sito ufficiale venne scelto So Yesterday.
Come Clean diventò disco d'oro nel dicembre 2005 e divenne la colonna sonora dello show Laguna Beach.
In Italia il singolo non venne mai pubblicato a causa del modesto successo del precedente.

## Il brano
Hilary Duff ha citato il brano come il suo preferito in Metamorphosis, ma ha detto che è "un po' più sdolcinato" del suo precedente singolo, So Yesterday, "ma non è proprio pop. Sembra una specie di techno, ma è lento. È molto bello".
Sul profilo musicale, Come Clean è un brano piuttosto veloce in un tempo di 120 battiti per minuto. Scritto nella chiave di Si maggiore, presenta la sequenza G#mj7—E2—G#mj7 come sua corda di progressione.

## Video
Il video del singolo è stato diretto da Dave Meyers e filmato a Los Angeles il 23 novembre 2003. Meyers ha dichiarato che nel video "sta cercando di fare qualcosa in cui la prenderete molto sul serio... molto toccante e molto femminile, e in un certo senso anche sensuale. Non credo che abbiamo mai visto una cosa del genere da lei. È sempre stata una specie di icona pop, perciò sto cercando di darle un po' più di credibilità come artista".
Il video è stato presentato su Total Request Live di MTV il 14 gennaio 2004.
Il video inizia con la pioggia tintinnante molto fitta che cade sull'asfalto; Hilary è affacciata alla finestra e sta guardando fuori, quando poi si volta e va nella sua stanza a telefonare a qualcuno (probabilmente al fidanzato). Ma poi, visto che nessuno risponde, va a farsi un bagno caldo. La ritroviamo mentre canta, in accappatoio, seduta di fronte alle finestre del bagno. Poi la ragazza si guarda allo specchio dopo aver tolto con la mano il vapore che vi si era formato sopra. Subito dopo vediamo un ragazzo che sale in macchina in mezzo alla pioggia e Hilary camminare per casa intenta a chiudere finestre e a sistemare pentole per raccogliere l'acqua che filtra dal soffitto. Intanto il suo ragazzo, rimasto in macchina, cerca senza successo di rintracciarla al cellulare, poiché come si legge sullo schermo "il servizio non è al momento disponibile" (No Service) probabilmente a causa del temporale. La pioggia è sempre più incalzante e alcuni giovani (i membri della sua band) che si stanno bagnando, bussano alla porta per farsi accogliere. Hilary li fa entrare e con questi canta la canzone mentre guardano la televisione (come se fosse un altro video) la stessa Duff che canta sotto la pioggia in una struttura di legno. Ad un certo punto "va via la luce" sempre per colpa del temporale. Poco dopo i ragazzi sembrano essersene andati e ritroviamo Hilary distesa malinconicamente per terra in una stanza illuminata da moltissime candele che le fanno ala. All'improvviso sente un rumore e si volta sorpresa, notando l'auto del suo ragazzo che è arrivato da lei. Quindi Hilary esce di casa e corre bagnata dalla pioggia verso il fidanzato col quale, dopo un intenso sguardo, s'abbraccia, mentre la videocamera s'allontana lentamente.
Le scene finali di Hilary che corre sotto la pioggia sono alternate ad altre in cui si vede l'Hilary "della televisione" cantare bagnata nella struttura di legno.
Il video è stato candidato nella categoria miglior video pop agli MTV Video Music Awards 2004.

## Classifiche
| Classifica (2004) | Posizione massima |
| ----------------- | ----------------- |
| Australia         | 17                |
| Belgio (Fiandre)  | 33                |
| Belgio (Vallonia) | 42                |
| Canada            | 7                 |
| Francia           | 29                |
| Irlanda           | 16                |
| Nuova Zelanda     | 17                |
| Paesi Bassi       | 9                 |
| Regno Unito       | 18                |
| Spagna            | 12                |
| Stati Uniti       | 35                |
| Svizzera          | 78                |

## Tracce

### Come Clean (Stati Uniti)
1. Come Clean (Radio Mix Archiviato il 18 dicembre 2005 in Internet Archive.)
2. Come Clean (Rhythmic Mix Archiviato l'11 marzo 2007 in Internet Archive.)
3. Come Clean (Acoustic Version Archiviato l'11 marzo 2007 in Internet Archive.)
4. Hilary parla Archiviato l'11 marzo 2007 in Internet Archive.
5. Come Clean (Multimedia Track)

### Why Not / Come Clean (Regno Unito)

#### CD 1
1. Come Clean
2. Why Not

#### CD 2
1. Come Clean
2. Come Clean [Joe Mermudez & Josh Harris Main Mix]
3. Come Clean [Cut to the Chase Club Mix - Radio Edit]
4. Come Clean [Video]
5. Galleria fotografica